# Хьюстон, Виктор
Виктор Эммануэль Ливингстон Хьюстон (англ. Victor Emmanuel Livingstone Houston; род. 24 февраля 1974) — барбадосский легкоатлет, специалист по барьерному бегу и многоборьям. Выступал за сборную Барбадоса по лёгкой атлетике в 1989—2000 годах, многократный победитель и призёр CARIFTA Games, чемпион Центральной Америки и Карибского бассейна, действующий рекордсмен страны в беге на 400 метров с барьерами и в десятиборье, участник двух летних Олимпийских игр.

## Биография
Виктор Хьюстон родился 24 февраля 1974 года.
Учился в США в Обернском университете, неоднократно принимал участие в различных студенческих соревнованиях в составе местной легкоатлетической команды «Оберн Тайгерс».
С 1989 года выступал на международном уровне за барбадосскую национальную сборную, победитель множества юношеских и юниорских турниров, в том числе CARIFTA Games, первенств Центральной Америки и Карибского бассейна. Специализировался в основном на прыжковых дисциплинах: прыжках в высоту, прыжках в длину, тройных прыжках. Также пробовал себя в метании копья.
Начиная с 1994 года соревновался со взрослыми спортсменами в десятиборье. Так, в этом сезоне представлял Барбадос на Играх Содружества в Виктории, где занял итоговое 12-е место.
В 1996 году в десятиборье выиграл первый дивизион чемпионата Национальной ассоциации студенческого спорта. Благодаря череде удачных выступлений удостоился права защищать честь страны на летних Олимпийских играх в Атланте — в программе десятиборья выступил только в трёх дисциплинах, после чего отказался от борьбы.
В 1997 году на чемпионате мира в Афинах занял 17-е место, установив ныне действующий национальный рекорд Барбадоса в 7777 очков.
В 1998 году на Играх Содружества в Куала-Лумпуре стал пятым в беге на 400 метров с барьерами, при этом также установил ныне действующий национальный рекорд — 49,21.
В 1999 году на домашнем чемпионате Центральной Америки и Карибского бассейна в Бриджтауне дважды поднимался на пьедестал почёта: получил серебро в 110-метровом барьерном беге и одержал победу в эстафете 4 × 100 метров. Помимо этого, отметился выступлением на Панамериканских играх в Виннипеге и на чемпионате мира в Севилье.
На Олимпийских играх 2000 года в Сиднее принимал участие в беге с барьерами на 110 и 400 метров, а также в эстафете 4 × 100 метров, но ни в одной из дисциплин не смог пройти дальше предварительного квалификационного этапа.
Впоследствии оставался действующим спортсменом вплоть до 2007 года, хотя в последнее время уже не показывал сколько-нибудь значимых результатов на международной арене.
С 2011 года работал помощником тренера легкоатлетической команды Техасского технологического университета.